# ویلیام مارگلد
ویلیام مارگُلد (انگلیسی: William Margold؛ تولد ۲ اکتبر ۱۹۴۳- مرگ ۱۷ ژانویه ۲۰۱۷) با نام هنری بیل مارگُلد بازیگر و کارگردان فیلم‌های پورنوگرافی بود. وی با یکی از بازیگران پورنوگرافی دههٔ هشتاد میلادی ازدواج کرده بود. مارگلد در چندین فیلم مستند دربارهٔ پورنوگرافی حاضر شده بود که از آن جمله می‌توان به فیلم مستند پس از پایان پورن اشاره کرد.
او مدیر سابق ائتلاف گفتاری آزاد و یکی از بنیانگذاران سازمان انتقادات X (XRCO) و طرفداران سرگرمی‌های بزرگسالان (FOXE) بود. همچنین وی بنیانگذار بنیاد PAW و مؤسسهٔ خیریه برای رفاه کارفرمایان صنعت پورنوگرافی بود. بیل مارگلد عضو تالار مشاهیر AVN بود.
بیل مارگلد در تاریخ ۱۷ ژانویهٔ ۲۰۱۷، در شهر لس آنجلس آمریکا درگذشت.